# Herennius Etruscus
Quintus Herennius Etruscus Messius Decius (ca. 227 - 1 juli 251) was een Romeins keizer gedurende een aantal maanden in 251 tot 1 juli.
Herennius Etruscus werd geboren in Pannonia als zoon van een Romeins veldheer die later keizer Decius zou worden. In 250 werden Herennius Etruscus en zijn jongere broer Hostilianus door Decius tot Caesar gemaakt. In 251 werd Herennius tot medekeizer (Augustus) benoemd.
Decius begon in hetzelfde jaar met Herennius een veldtocht tegen de Goten. Op 1 juli kwamen ze in gevecht met een Gotisch leger dat na plunderingen op weg naar huis was. In de slag bij Abrittus werden zowel Herennius als Decius gedood.